# Cuevas del Almanzora
Cuevas del Almanzora ist eine spanische Gemeinde in der Provinz Almería. Sie hat 15.246 Einwohnern (Stand: 2024). Die Gemeinde liegt an der Mittelmeer-Küste an der Costa de Almería und umfasst 264 km². Der Río Almanzora fließt bei Palomares ins Mittelmeer.

## Orte
Die Gemeinde umfasst die Stadt Cuevas del Almanzora (der Hauptort, übersetzt: Höhlen des Almansor) sowie die Orte La Algarrobina, El Alhanchete, Aljarilla, Arnilla, El Arteal, La Ballabona, Burjulú, Cala Panizo, El Calguerín, El Calón, Canalejas, Cañada de Lorca, Cirera, Cuatro Higueras, Cunas, Las Cupillas, Desert Springs Golf Club, Era Alta, Los Guiraos, Grima, Guazamara, Las Herrerías, Jucainí, El Largo, Los Lobos, El Martinete, El Molino del Tarahal, El Morro, La Mulería, Las Orillas, Palomares, Los Perdigones, Los Pinares, Pocos Bollos, La Portilla, El Pozo del Esparto, Puente Jaula, El Realengo, La Rioja, Las Rozas, El Rulador, Los Silos, El Tomillar, Villaricos und El Vizcaíno.

## Geschichte

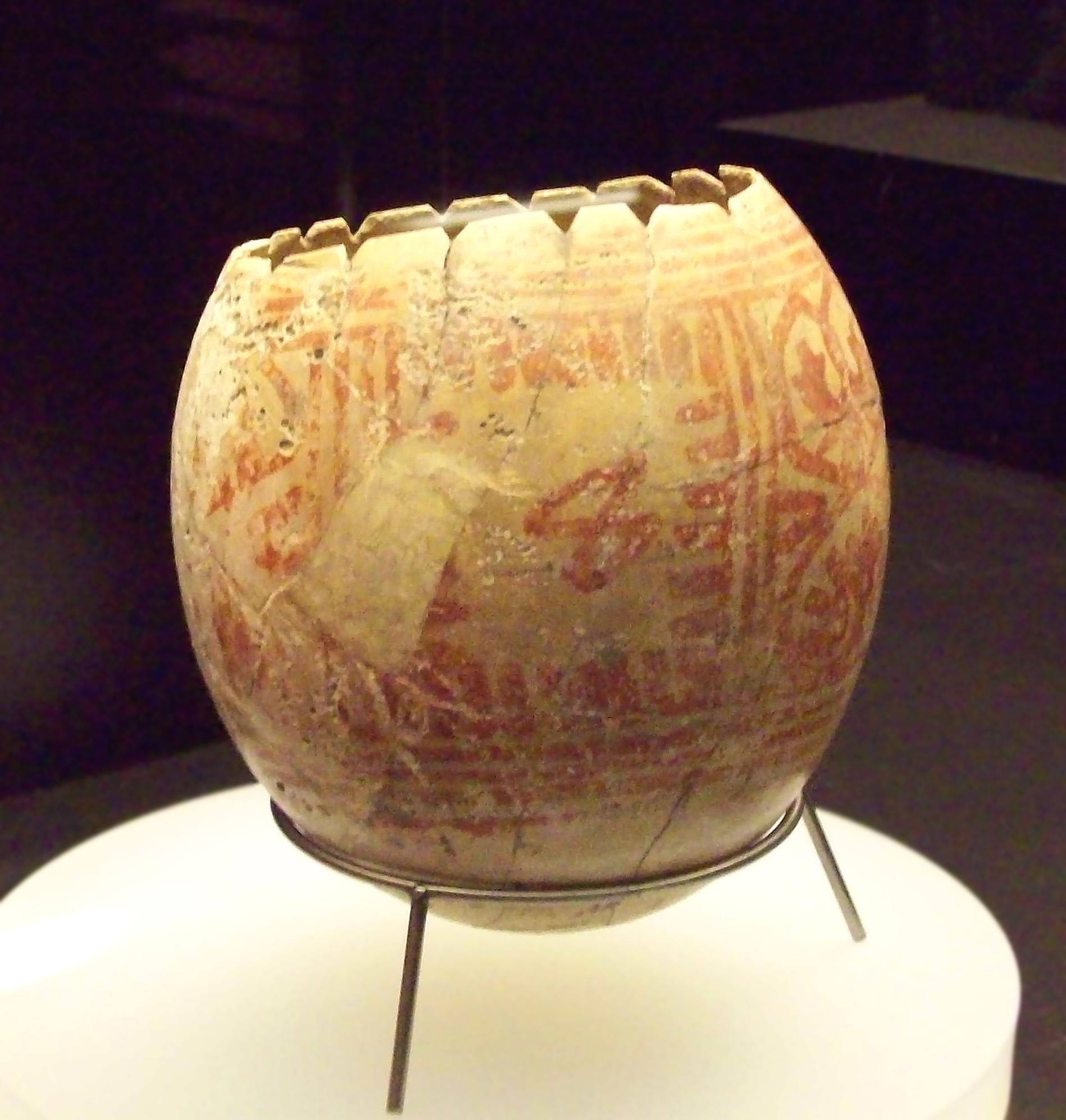
Straußenei mit in Enkaustik-Technik gemaltem Dekor aus roten Linien. Punische Arbeiten aus der Eisenzeit II. gefunden von Siret in Cuevas del Almanzora, Museo Arqueológico Nacional, Madrid

Im 7. Jahrhundert v. Chr. wurde hier die Stadt Baria (heute Villaricos) gegründet, die vom belgischen Archäologen Luis Siret im Jahr 1890 ausgegraben wurde. Den Karthagern folgten Römer und Westgoten. 
Cuevas del Almanzora war nach der islamischen Eroberung Teil des Emirats von Granada, erst 1488 eroberten christliche Truppen die Stadt. 1503 wurden diese Ländereien Teil der Markgrafschaft Los Vélez und bildeten ein Bürgermeisteramt, das bis zum 19. Jahrhundert Cuevas del Marqués genannt wurde. Die Moriscos wurden gezwungen, den christlichen Glauben anzunehmen. Als sie gegen ihre Unterdrückung revoltierten, wurden sie in der Folge 1570 vertrieben. Vom 16. bis zum 18. Jahrhundert überfielen Berberpiraten regelmäßig Cuevas del Almanzora, erst der Bau mehrerer Befestigungen löste das Problem. Im Jahr 1833 hatte Cuevas del Almanzora 8.000 Einwohner, die hauptsächlich von der Landwirtschaft lebten. Fünf Jahre später löste die Entdeckung der Silberader in der Schlucht von Jaroso in der Sierra Almagrera ein beispielloses Bergbaufieber aus, das auch zum Reichtum der Stadt Cuevas del Almanzora beitrug.
Das Dorf Palomares wurde durch den Nuklearunfall von Palomares mit US-amerikanischen Atomwaffen am 17. Januar 1966 bekannt. Dabei stürzte ein US-Langstreckenbomber vom Typ B-52 mit vier Atombomben beim Zusammenstoß mit einem Tankflugzeug des Typs KC-135 ab.
Am Strand des Dorfes Villaricos fand 2013 erstmals das Electro-Festival Dreambeach statt.

## Sehenswürdigkeiten
- “Plaza de la Constitución” und Rathaus
- Höhlenwohnungen in Las Cuevas del Almanzora
- Castillo del Marqués de los Vélez aus dem 16. Jahrhundert
- Kirche de la Encarnacíon aus dem 18. Jahrhundert
- Kloster San Antonio aus dem Jahr 1651